# Pont van Bokkelburg
De Pont van Bokkelburg is een pont in de trilogie In de Ban van de Ring geschreven door J.R.R. Tolkien. De pont vaart over de Brandewijn naar Bokland, ten oosten van de rivier.
In het eerste deel van de trilogie (De Reisgenoten) gebruiken Frodo Baggins en zijn vrienden, Merijn Brandebok, Peregrijn Toek, Sam Gewissies de pont om ternauwernood te ontsnappen aan de gevreesde Nazgûl.